# Caravaggio (Lombardei)
Caravaggio ist eine italienische Gemeinde (comune) mit 16.332 Einwohnern (Stand 31. Dezember 2023) in der Provinz Bergamo, Lombardei.

## Geographie
Caravaggio liegt 24 km südlich von der Provinzhauptstadt Bergamo, 39 km östlich von Mailand und 52 km westlich von Brescia. Die Gemeinde hat eine Fläche von rund 32 km². Die Höhe wird mit 111 m s.l.m. angegeben.

## Geschichte
Die erste urkundliche Erwähnung von Caravaggio (als Caravagio) entstammt dem Jahre 962. Im 14. und im 15. Jahrhundert wurde die Ortschaft abwechselnd von den Truppen der Staaten Venedig und Mailand besetzt. Die Basilika Santa Maria del Fonte außerhalb der Stadt ist ein bedeutendes Wallfahrtsziel.
Die Gemeinde ist bekannt als der Herkunftsort der Familie des Malers Michelangelo Merisi da Caravaggio (1571–1610).

## Söhne und Töchter der Stadt
- Polidoro da Caravaggio (eigentlich Polidoro Caldara; 1492–1543), Maler
- Giovanni Giacomo Gastoldi (* um 1553–1609), Sänger und Komponist der Spätrenaissance und des Frühbarock
- Riccardo Montolivo (* 1985), Fußballspieler
- Marino Morettini (1931–1990), Radrennfahrer, wuchs in Caravaggio auf, wo ein Platz nach ihm benannt ist